# Hendrik Haverman
Hendrik Johannes Haverman (ur. 23 października 1857 w Amsterdamie, zm. 11 sierpnia 1928 w Hadze) – holenderski malarz i rysownik.

## Życiorys
Hendrik Haverman urodził się 23 października 1857 roku w Amsterdamie. Już w wieku 16 lat uczył się u H.J. Plaata juniora, następnie uczeń Hendrika Valkenburga i Augusta Allebé na Rijksacademie w Amsterdamie. Później studiował w Antwerpii i Brukseli, po czym wrócił do Allebé. Podróżował po Francji, Włoszech, Hiszpanii i północnej Afryce. Malował, rysował, tworzył akwaforty, akwarele i litografie. Jego wczesne prace znajdują się pod wpływem doświadczeń zdobytych w trakcie tych podróży, np. Rynek przed murami Tangeru (1889) czy Niewidomy żebrak w Algierze (1894). Późniejsze prace, np. Matka i dziecko charakteryzują się większym wykorzystaniem kresek. Nacisk na kształty i kontury jest bardziej widoczny w portretach, które były jego główną specjalnością. Od 1896 roku Haverman tworzył serię rysunków portretowych znanych postaci. Prce te są bardziej estetyczne i mniej analityczne niż podobne praca Jana Pietera Vetha.

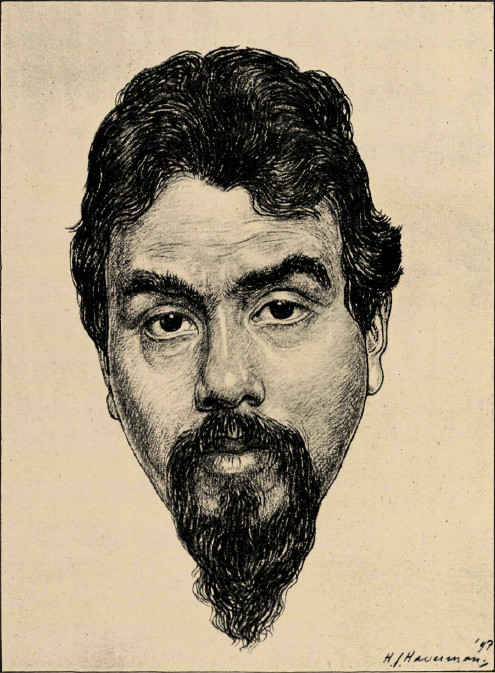
Portret van Jan Toorop
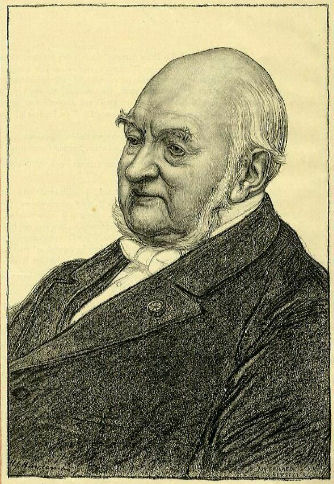
Portret van Nicolaas Beets
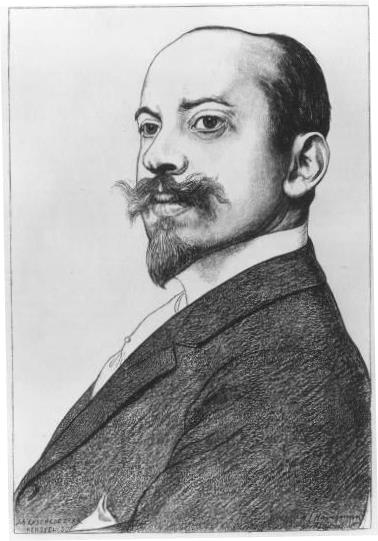
Louis Couperus
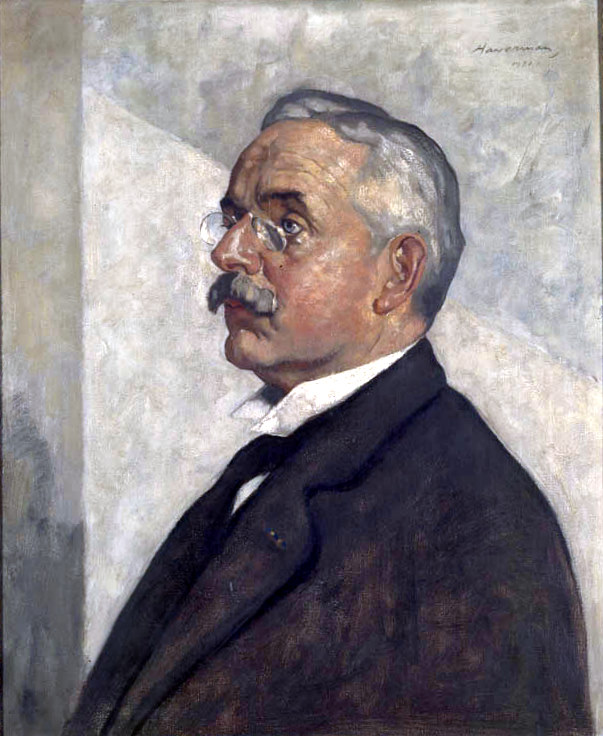
Portret van Friedrich Went
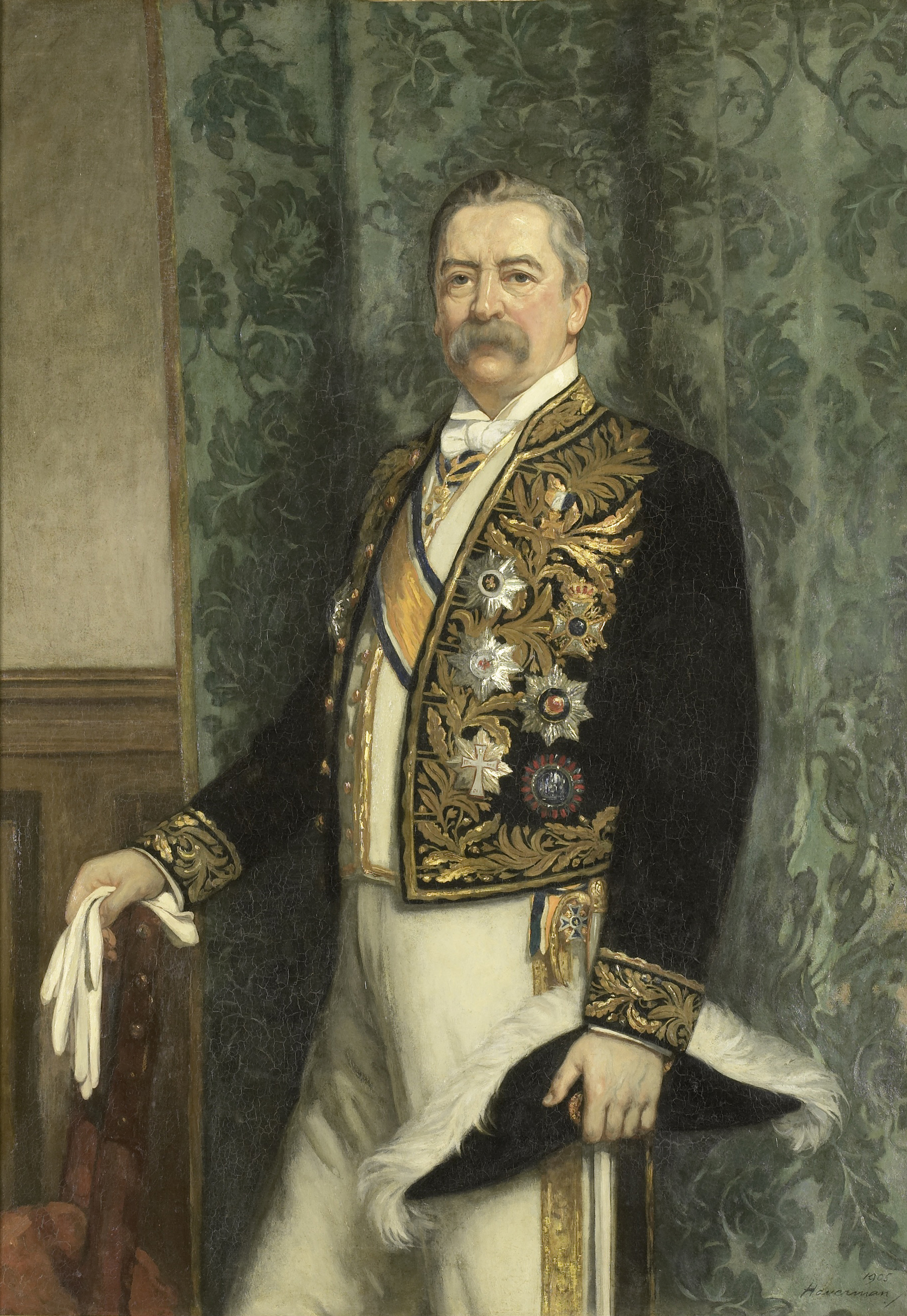
Willem Rooseboom